# Yttre utgrynnan
Yttre utgrynnan är klippor i Finland. De ligger i landskapet Österbotten, i den västra delen av landet, 400 km nordväst om huvudstaden Helsingfors.
Terrängen runt Yttre utgrynnan är mycket platt. Närmaste större samhälle är Replot, 15,8 km nordost om Yttre utgrynnan. 